# Callulops robustus
Espèce
Synonymes
- Mantophryne robusta Boulenger, 1898

Statut de conservation UICN

 LC  : Préoccupation mineure
Callulops robustus est une espèce d'amphibiens de la famille des Microhylidae.

## Répartition
Cette espèce est endémique de l'île Misima dans l'archipel des Louisiades en Papouasie-Nouvelle-Guinée.

## Taxinomie
Cette espèce a été redéfinie par Kraus en 2012.

## Publication originale
- Boulenger, 1898 : Fourth report on additions to the batrachian collection in the Natural History Museum. Proceedings of the Zoological Society of London, vol. 1898, p. 473-482 (texte intégral).